# Pouilley-Français
 Pouilley-Français  es una población y comuna francesa, en la región de Franco Condado, departamento de Doubs, en el distrito de Besançon y cantón de Audeux.

## Demografía
| 156 | 167 | 260 | 380 | 463 | 591 |
| Para los censos de 1962 a 1999 la población legal corresponde a la población sin duplicidades (Fuente: INSEE [Consultar]) |     |     |     |     |     |